# Asclerosibutia divisa
Asclerosibutia divisa es una especie de coleóptero de la familia Oedemeridae.

## Distribución geográfica
Habita en República Democrática del Congo.